# Ernst Voss (Philologe)

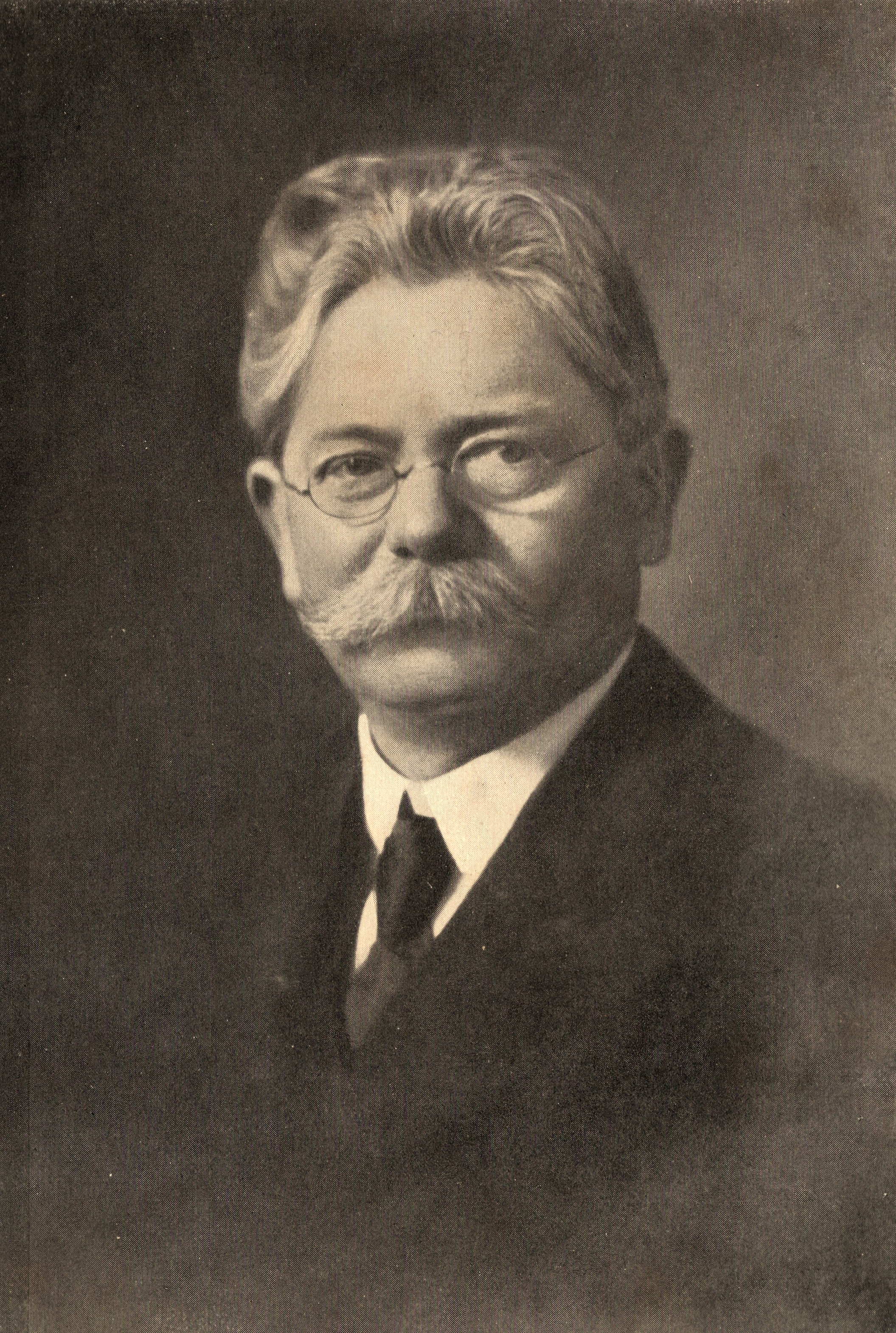
Ernst Voss, 1910

Ernst Karl Johann Heinrich Voss (* 13. Oktober 1860 in Bützow; † 22. Juli 1937 in Madison, Dane County, USA) war ein Professor für Deutsche Philologie an der University of Wisconsin.

## Leben
Ernst Voss wurde als Sohn des Drechslermeisters Johann Heinrich Georg Voss (1826–1910) und dessen Frau der Dorothea Hedwig Maria, geb. Amerpohl (1835–1869) in der Langen Straße  1 geboren. Voss besuchte 1864 die Bürgerschule am Rathaus in Bützow. 1870 wurde er auf dem Realgymnasium in Bützow unter der Matrikelnummer 306 aufgenommen. Er bestand am Ende des Wintersemesters 1878/79 sein Abitur. Von 1879 bis 1884 war Voss Hauslehrer in Köchelsdorf bei Bobitz.
Am 1. April 1884 trat Voss als Einjährig-Freiwilliger beim Großherzoglich Mecklenburgisches Füsilier-Regiment „Kaiser Wilhelm“ Nr. 90 in Rostock ein. Zu gleicher Zeit belegte Voß ein Sommersemester in Philosophie und Neuere Philologie an der Universität Rostock Von Ostern 1885 bis 1888 lebte Voss als Privatlehrer in Bützow. Im Sommersemester 1888 bezog er die Philipps-Universität Marburg. Im September desselben Jahres ging er dann zur weiteren Ausbildung nach England.
Voss wanderte im Februar 1889 nach Amerika aus. Bis Ende August hielt er sich in Ann Arbor, der Universitätsstadt des Staates Michigan, auf. Vom 1. September 1889 bis zum 1. Juni 1890 war er in East Saginaw, Michigan an der Central School und das Jahr darauf an der High School als Deutschlehrer tätig. Von 1891 bis 1896 war er Dozent für Deutsch an der University of Michigan in Ann Arbor, wo er seine Studien unter Calvin Thomas fortsetzte. Von 1893 bis 1895 war er an der Universität Leipzig immatrikuliert und widmete sich während dieser Zeit besonders dem Studium der deutschen Philologie, der neueren Geschichte und der Philosophie und erreichte nach vier Semestern seinen Doktortitel.
1896 bekam Voss eine Berufung als Hochschullehrer an die University of Wisconsin in Madison und war dort der Begründer des Lehrstuhls für germanistische Philologie. 1899 wurde er vom Universitätspräsidenten Charles Kendall Adams zum außerordentlichen Professor der deutschen Sprache ernannt. Das Deutsche Department wurde geteilt und Voss wurde die Leitung des einen Teils übertragen. Er wohnte zu der Zeit in der Johnson Street 23 E in Madison, Wisconsin. 1901 wurde er zum Professor für deutsche Philologie ernannt. In diesem Jahr ging Voss auf Studienreise zurück nach Deutschland, er besuchte die Universitäten von Leipzig, Rostock und Marburg.
Voss lernte Aurie Vail Hendrick kennen und heiratete sie 1904. 1909 wurde Voss als Delegierter der USA zur Jubiläumsfeier der Universität Leipzig abgesandt. Er leistete unschätzbare Dienste beim Aufbau der Bibliothek. Da er von einer großen und einflussreichen Gruppe von Deutsch-Amerikanern in Milwaukee hoch geschätzt wurde, gelang es ihm, durch Subskription die Summe von 3221 Dollar für eine Bibliothek für ein deutschsprachiges Seminar aufzubringen. Zu den damals bestellten Büchern gehörten die vollständigen Werke Luthers und Goethes in der berühmten Weimarer Ausgabe. Voss war ein sorgfältiger Bibliograph und baute eine hervorragende Bibliothek im Bereich der älteren deutschen Literatur und Sprachwissenschaft auf. Seine besonderen Studiengebiete waren das Mittelhochdeutsche und das 16. Jahrhundert.
Im Jahr 1912 war Voss einer der Hauptinitiatoren bei der Beschaffung von Mitteln für die Carl-Schurz-Professur. Dadurch kamen namhafte deutsche Wissenschaftler als Gastprofessoren nach Madison. 1925 reiste Voss mit seiner Frau Aurie nach Frankreich, Italien und in die Schweiz. Voss war bis zu seiner Emeritierung 1931 Professor für deutsche Philologie an der University of Wisconsin-Madison. Nach seiner Versetzung in den Ruhestand besuchte Voss 1933 das letzte Mal seine Geburtsstadt Bützow.
Ernst Voss starb 1937 im Alter von 77 Jahren.

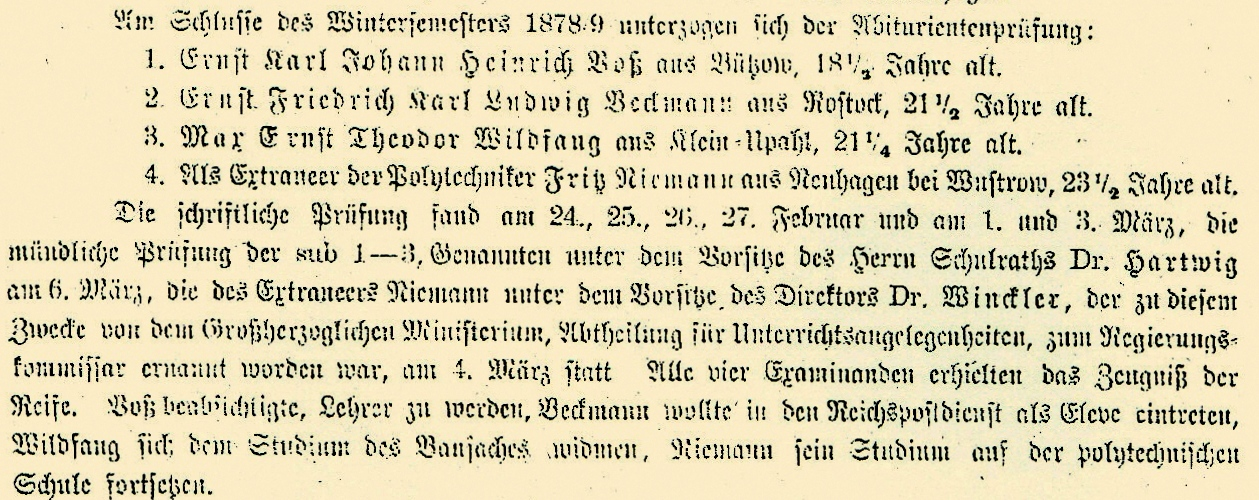
Der Volksfreund-Bützower Zeitung 1879
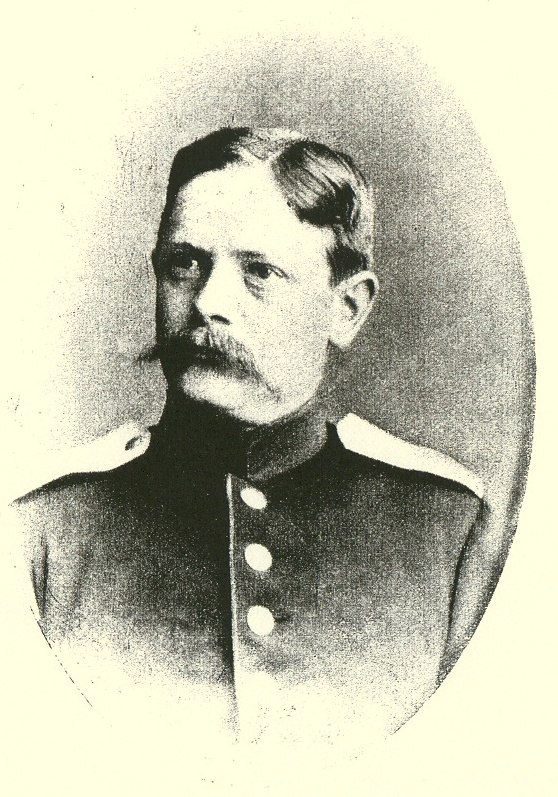
Ernst Voss als Einjährig-Freiwilliger 1884
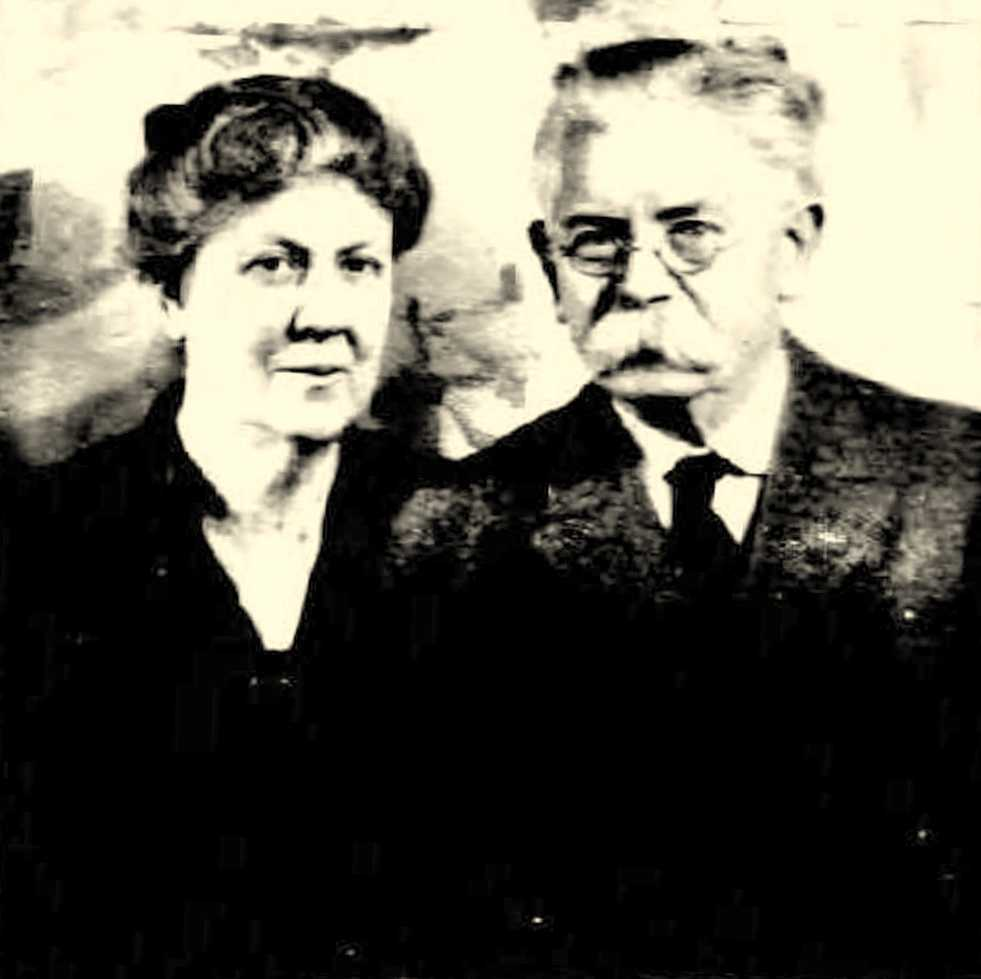
Foto aus dem Reisepassantrag 1924
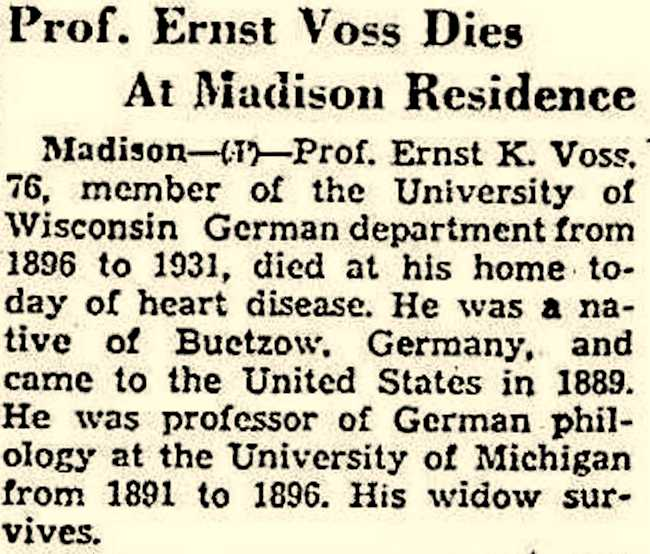
Annonce 1937

## Werke
- Der Genitiv bei Thomas Murner-Inauguraldissertation. Zur Erlangung der Philosophischen Doktorwürde an der Universität Leipzig von Ernst Voss aus Bützow. 1895 (eingeschränkte Vorschau in der Google-Buchsuche).